# Klaus Totzler
Klaus Totzler (* 2. Jänner 1952 in Wien) ist ein österreichischer Musikjournalist, DJ und Fotograf, der bis heute in Wien lebt.

## Organisations- und Kuratorentätigkeit
Bekannt wurde er auch als künstlerischer Leiter der Vienna Songwriting Association (VSA) und damit des Blue Bird Musikfestivals, das von der VSA veranstaltet wird. Totzler ist zudem Kurator der CD-Serie „Between The Lines“.
2004 wurde die Vienna Songwriting Association gegründet. Gründungsmitglieder sind neben Klaus Totzler die Musiker Eva Woska und Daniel Mölksmith und die Journalistin Jenny Blochberger.
Das Blue Bird Festival wurde 2005 von der Vienna Songwriting Association gegründet. An drei Tagen treten etwa zwölf Künstler vor rund 1500 Menschen im Wiener Jazzclub Porgy & Bess auf. Die Musiker des Indiefolk-Clubfestival kommen aus dem In- und Ausland und gehören zumeist Genres wie Indie-Folk, Alternative Country und Singer-Songwriter an. Klaus Totzler ist künstlerischer Leiter des Festivals.

## Arbeit als Musikjournalist
Von 1992 bis 2017 war Klaus Totzler als Journalist des ORF tätig – unter anderem bei den Sendungen „Audimax“, „Montevideo“ und X-Large, ab 1994 arbeitete er in der TV-Kulturabteilung des ORF, ab 2003 als Ressortleiter "U-Musik". Er hat Beiträge für die Sendungen Kulturmontag und Zeit im Bild produziert. Totzler ist zudem Gestalter diverser Dokumentationen, unter anderem für Hannes Rossacher (“Get Up Stand Up”- Pop und Politik), die ORF-Sendung Kunststücke (unter anderem über Nick Cave und John Lennon) und für ORF III (unter anderem über Pink Floyd und das Blue Bird Festival). Zudem war er für die Leitung von ORF-Aufzeichnungen von Konzerten von R.E.M. und Nick Cave verantwortlich. Für ORF eins war er unter anderem für die Leitung der Doku-Serie "Festival Diaries" zuständig.